# 赤木耀
赤木 耀（あかぎ よう、2001年11月22日 - ）は、日本の俳優。フロム・ファーストプロダクション所属。

## 来歴
- 2001年、生まれてすぐに第二期オールナイターズとしてアイドル業や女優業などで活動していた母の影響で子役として大手子役事務所セントラルに所属していた。2011年2月にオーディションを経てジャニーズ事務所に入所し、研修生としてレッスンを受けていた。
- 2017年に男子高生ミスターコンに出場していた。
- 2018年からLIPPSやOCEANTOKYOなどの大手サロンでモデルを務め、アパレルブランドのモデルやティーン向けの雑誌「Seventeen」などにも登場していた。
- 2019年、マクドナルドのCMに出演。同年、フジテレビ系正月特別ドラマ「教場」にレギュラーで出演。2020年、二松学舎大学附属高等学校を卒業[要出典]。同年6月に、本格的に俳優活動を始めた。
- 2021年に三浦翔平や菅田将暉などを輩出した第34回ジュノン・スーパーボーイ・コンテストにおいて、数万人の応募者の中からベスト35に選出され、記者会見を経て[2]ベスト20にノミネートされた[3]。
- 2021年12月に北村一輝や竹中直人、佐藤二朗らなどが所属している大手芸能事務所フロムファーストプロダクション に所属したことを公式SNSで発表した[4]。
- 2022年3月に「キノの旅 -the Beautiful World-」に陸役で出演することが公式に発表され、大きな注目を集めた[5]。原作「キノの旅」は20年の歴史を持ち、シリーズ累計発行部数820万部を突破している人気ライトノベルであり、アニメ化、映画化、ゲーム化されている。これが舞台初出演である。
- 2022年5月に、サイコミにて2019年から連載されており話題となった漫画「明日、私は誰かのカノジョ」の実写化ドラマに出演が決まる。
- 第104回全国高等学校野球選手権大会内で、2022年の8月6日から11日間にわたって試合中継の合間に放送予定のドラマ「ふたりの背番号4」に菊池健太郎役で出演が決まる。関西圏のABCテレビでも放送される。
- 三木孝浩監督作品の「今夜、世界からこの恋が消えても」に主人公、神谷透役である道枝駿佑のいじめっ子役で出演した[6]。
- 2022年9月にテレビ朝日系ドラマ「刑事7人 season8」（水曜午後9時）の最終回にゲストとして出演する。作中では物語の鍵を握る、12年前に警官殺害の疑いをかけられ逃亡した古市潤を演じた。なお、平均世帯視聴率はseason8としては最高の11.6％を記録した。[7]
- 2023年4月に毎週火曜23時-23時30分に新設されるカンテレ制作・フジテレビ系列の連続ドラマ枠「火ドラ★イレブン」にて放送予定のテレビドラマ「ホスト相続しちゃいました」に出演する事が決まった。
- 相棒 season23 第11話『33人の亀山薫』にて、物語で窃盗癖のある大学生の亀山薫を演じた。

## 出演

### テレビドラマ
- 「教場」（2022年01月04日、フジテレビ系正月特別ドラマ）レギュラー出演
- 「明日、私は誰かのカノジョ」（2022年4月22日、MBSドラマイズム、TBS） - 6話、7話　新人ホスト役
- 「ふたりの背番号4」 - (2022年8月6日、ABCテレビ） - 菊池健太郎 役
- 「刑事7人 season8」 - (2022年9月14日、テレビ朝日） - 古市潤 役
- 「100万回 言えばよかった」- (2023年2月10日、TBS） - クイズ大会のカップル役
- 「ホスト相続しちゃいました」-（2023年4月18日 - 関西テレビ・フジテレビ） - 音成公也 役
- 「君となら恋をしてみても」（2023年10月6日 - 、毎日放送、MBS） - 阿部直哉 役
- 「トクメイ！警視庁特別会計係」（2023年10月16日 - 、関西テレビ、フジテレビ系)  - ヨウスケ 役
- 「推しを召し上がれ〜広報ガールのまろやかな日々〜」（2024年1月24日 - テレビ東京、水ドラ25）
- 「ダブルチート 偽りの警官」 Season1 第5話（2024年5月24日、テレビ東京・WOWOW） - たいやき屋の客 役[8]
- 「わかっていても the shapes of love」（2024年12月9日配信予定、ABEMA・Netflix） - 光莉の友人役
- 「相棒 season23 第11話『33人の亀山薫』」（2025年1月15日 テレビ朝日） - 大学生の亀山薫役

### 映画
- 「今夜、世界からこの恋が消えても」（2022年7月29日公開、東宝) 神谷・三枝の友人役
- 「恋と知った日」（2023年4月22日 - MIRRORLIAR FILMS・ABEMA） - 安川賢輔 役
- 「あたしの!」（2024年11月8日、TBSスパークル、ギャガ） - 充希の友人役
- 「か「」く「」し「」ご「」と　」 （2025年5月30日公開予定、松竹）

### CM
- マクドナルド「スパチキ編」 - 友達役（2019年）
- 日総工産ブランドムービー「夢を、一緒に」（2022年1月17日）
- 任天堂 -（2023年)
- Panasonic「モバカン -暮らしをささえる人- 」羽田洸星役 (2024年6月3日)
- 東京電力「カーボンニュートラルベイビー登場」篇　(2025年2月29日)
- Bosch「もっと知ってほしい、ボッシュです。外国人上司」篇　(2025年3月21日)

### 舞台
- 舞台『キノの旅 -the Beautiful World-』（2022年5月18日 - 22日、シアターサンモール） - 陸 役

### 雑誌
- ジュノン8月号（2021年6月22日）
- ジュノン9月号（2021年7月20日）
- ジュノン10月号（2021年8月20日）
- ジュノン11月号（2021年9月21日）

（いずれもジュノン・スーパーボーイ・コンテストノミネート掲載）

### Web
- 「本当の自分」【TikTokショートドラマ】（2022年10月5日）彼氏役
- 「朝井さんにはかなわない。」【TikTokショートドラマ】（2024年3月2日~） 赤木役

## 受賞歴
- 第34回ジュノンスーパーボーイコンテストベスト20